# Lucie (chanson de Pascal Obispo)
Pour les articles homonymes, voir Lucie.
Singles de Pascal Obispo
Il faut du temps
(1997) Les Meilleurs Ennemis
(1997)
Pistes de Superflu
Où et avec qui tu m'aimes
(11) Les meilleurs ennemis
(13)
Lucie est une chanson de Pascal Obispo enregistrée en 1996 pour l'album Superflu.

## Anecdotes
La chanson devait d'abord s'intituler Marie mais Pascal Obispo trouvait que le prénom avait une trop grande connotation religieuse.
Les paroles de cette chanson ont été écrites par Lionel Florence.
Cette chanson peut évoquer le temps qui passe et l'urgence de vivre. Certaines des paroles peuvent également faire écho à la lutte contre le sida (cheval de bataille de Pascal Obispo) : « J'ai fait le tour de tant d'histoires d'amour, j'ai bien assez de courage pour tourner d'autres pages » ; « même si je n'ai pas le temps, d'assurer mes sentiments, j'ai en moi de plus en plus fort des envies d'encore ».

## Classements hebdomadaires
| Classement (1997)                       | Meilleure place |
| --------------------------------------- | --------------- |
| France (SNEP)                           | 6               |
| Belgique (Wallonie Ultratop 50 Singles) | 14              |